# LEN European Cup 1982-1983
La LEN European Cup 1982-1983 è stata la ventesima edizione del massimo trofeo continentale di pallanuoto per squadre di club.
Dopo 13 stagioni il trofeo è tornato ad essere assegnato tramite una finale diretta su due gare.
Lo Spandau 04 Berlino si è laureato campione d'Europa per la prima volta, battendo in finale i campioni sovietici del Dinamo Alma-Ata.

## Quarti di finale

### Gironi
| Gruppo A          |
| sede: Ragusa      |
| - Košice          |
| - Dinamo Alma-Ata |
| - Jug Dubrovnik   |
| - Spandau         |

| Gruppo B     |
| sede: Genova |
| - De Robben  |
| - Marsiglia  |
| - Pro Recco  |
| - Vasas      |

### Gruppo A
|    | Quarti 1982-1983 | Pti | G | V | N | P | GF | GS | DR |
| -- | ---------------- | --- | - | - | - | - | -- | -- | -- |
| 1. | Spandau          | 5   | 3 | 2 | 1 | 0 | 27 | 20 | +7 |
| 2. | Dinamo Alma-Ata  | 4   | 3 | 2 | 0 | 1 | 25 | 23 | +2 |
| 3. | Košice           | 2   | 3 | 1 | 0 | 2 | 22 | 28 | -6 |
| 4. | Jug Dubrovnik    | 1   | 3 | 0 | 1 | 2 | 25 | 28 | -3 |

|  | Jug      | 8-8 | Spandau |
|  | Alma-Ata | 9-6 | Košice  |

|  | Jug     | 8-10 | Alma-Ata |
|  | Spandau | 10-6 | Košice   |

|  | Jug     | 9-10 | Košice   |
|  | Spandau | 9-6  | Alma-Ata |

### Gruppo B
|    | Quarti 1982-1983 | Pti | G | V | N | P | GF | GS | DR  |
| -- | ---------------- | --- | - | - | - | - | -- | -- | --- |
| 1. | Pro Recco        | 6   | 3 | 3 | 0 | 0 | 40 | 27 | +13 |
| 2. | Vasas            | 4   | 3 | 2 | 0 | 1 | 31 | 30 | +1  |
| 3. | De Robben        | 2   | 3 | 1 | 0 | 2 | 33 | 29 | +4  |
| 4. | Marsiglia        | 0   | 3 | 0 | 0 | 3 | 30 | 48 | -18 |

|  | Pro Recco | 17-10 | Marsiglia |
|  | Vasas     | 9-7   | De Robben |

|  | Pro Recco | 11-9  | De Robben |
|  | Vasas     | 14-11 | Marsiglia |

|  | Pro Recco | 12-8 | Vasas     |
|  | De Robben | 17-9 | Marsiglia |

## Semifinali
| Andata | Andata                      | Andata |
| Data   | Gara                        | Ris.   |
| ------ | --------------------------- | ------ |
| ?      | Vasas - Spandau             | 10-11  |
| ?      | Pro Recco - Dinamo Alma-Ata | 9-8    |

| Ritorno | Ritorno                     | Ritorno | Ritorno |
| Data    | Gara                        | Ris.    | Tot.    |
| ------- | --------------------------- | ------- | ------- |
| ?       | Spandau - Vasas             | 12-10   | 23-20   |
| ?       | Dinamo Alma-Ata - Pro Recco | 9-7     | 17-16   |

## Finale
| Andata | Andata                    | Andata |
| Data   | Gara                      | Ris.   |
| ------ | ------------------------- | ------ |
| ?      | Dinamo Alma-Ata - Spandau | 10-7   |

| Ritorno | Ritorno                   | Ritorno | Ritorno |
| Data    | Gara                      | Ris.    | Tot.    |
| ------- | ------------------------- | ------- | ------- |
| ?       | Spandau - Dinamo Alma-Ata | 10-6    | 17-16   |

### Campioni
- Spandau Campione d'Europa:

Peter Röhle, Thomas Loebb, Frank Otto, Kude, Armando Fernández, Loeck, Kison, Otte, Hagen Stamm, Roland Freund, Biegel, Schutzel.

## Fonti
- (EN)  LEN, The Dalekovod Final Four - Book of Champions 2011, 2011 (versione digitale)